# تکیه مزج
تکیه مزج مربوط به دوره قاجار است و در شهرستان شاهرود، بخش بسطام، روستای مزج واقع شده و این اثر در تاریخ ۳۰ تیر ۱۳۸۴ با شمارهٔ ثبت ۱۲۲۶۹ به‌عنوان یکی از آثار ملی ایران به ثبت رسیده است.